# Axel Palmfelt
Axel Palmfelt, född 22 juli 1691, död juni 1748, var en svensk ämbetsman.

## Biografi
Axel Palmfelt föddes 1691. Han var son till Gustaf Palmfelt och Brita Catharina Palmqvist. Palmfelt blev 25 september 1706 student vid Uppsala universitet, 1716 auskultant i Svea hovrätt, 1718 extra ordinarie kanslist vid handelsexpeditionen och 11 oktober 1718 häradshövding i Åkerbo, Bankekinds, Hanekinds, Memmings och Skärkinds häraders domsaga. Han blev på 1720-talet häradshövding i Hallands mellersta domsaga. Palmfelt avled 1748 och begravdes i Dagsås kyrka.

### Egendom
Palmfelt ägde Ottersjö säteri i Dagsås socken.